# 長靈寨遺址
長靈寨遺址位於四川省巴中市平昌縣，文物遺址年代判定為明。2012年7月16日公佈為第八批四川省文物保護單位。

## 簡介[2]
長靈寨遺址位於平昌縣靈山鄉草壩村，東西走向，東西長150公尺，南北寬15公尺，占地面積2250平方公尺，四面皆為懸崖，山頂建有四個寨門，均建於明朝，分別為：中寨門、下寨門、水洞門、上寨門。寨門風格統一，均用石條建成，四個寨門高約3公尺，寬約2公尺。長靈寨與巴靈寨渾然一體，兩寨相連，在亂時禦敵發揮了重要作用，遺址對於研究地方交通、軍事和社會經濟發展具有重要價值，是米倉古道現存的重要遺址之一。